# Campanile Basso
Campanile Basso – szczyt w Dolomitach Brenty, części Alp Wschodnich. Leży w północnych Włoszech w regionie Trydent-Górna Adyga.
Pierwszego wejścia, 18 sierpnia 1899 r. dokonali Otto Ampferer i Karl Berger.